# Marin Petkov
Marin Petkov (bulgare : Марин Петков), né le 2 octobre 2003 à Etropole en Bulgarie est un footballeur international bulgare qui joue au poste d'ailier droit au Levski Sofia.

## Biographie

### En club
Né à Etropole en Bulgarie, Marin Petkov est formé par le Levski Sofia. Il fait ses débuts en professionnel avec le Levski Sofia le 10 novembre 2019 lors d'une rencontre de championnat face au PFK Botev Plovdiv. Il entre en jeu en fin de match lors de cette rencontre perdue par son équipe (1-0).
Le 11 janvier 2020, Petkov signe son premier contrat professionnel avec le Levski Sofia. Il est alors lié au club jusqu'en décembre 2022.
Le 18 novembre 2021, le jeune attaquant de 18 ans prolonge son contrat avec son club formateur jusqu'en juin 2024.
Le 13 avril 2022, Petkov inscrit le but vainqueur lors de la demi-finale aller de la coupe de Bulgarie face au Ludogorets Razgrad (2-3 score final),. Il remporte ensuite cette compétition, entrant en jeu lors de la finale le 15 mai 2022 face au CSKA Sofia. Son équipe s'impose par un but à zéro. Le club est sacré pour la 26e fois, la première depuis 2007,.

### En équipe nationale
Marin Petkov joue son premier match avec l'équipe de Bulgarie espoirs face à la Russie le 3 juin 2021. Il entre en jeu à la place de Filip Krastev et son équipe s'incline par un but à zéro.
Marin Petkov est convoqué pour la première fois avec l'équipe nationale de Bulgarie en septembre 2022. Il honore sa première sélection le 23 septembre 2022 contre Gibraltar. Il est titularisé ce jour-là et se fait remarquer en inscrivant également son premier but en sélection, participant ainsi à la victoire de son équipe par cinq buts à un,.
Le 17 juin 2023, Petkov inscrit le but égalisateur de la Bulgarie face à la Lituanie. Il permet à son équipe de faire match nul à l'extérieur (1-1 score final)

## Palmarès
Levski Sofia
- Coupe de Bulgarie (1) :
  - Vainqueur : 2022.